# Takla Lake
Der Takla Lake ist mit einer Fläche von 246 km² der fünftgrößte natürliche See in der kanadischen Provinz British Columbia.

## Lage
Der Takla Lake ist ein tiefer Fjord-ähnlicher See. Die maximale Wassertiefe beträgt 287 m. Im Osten liegen die Swannell Ranges, der Driftwood River fließt dem See von Norden zu, der Middle River bildet den Abfluss nach Süden hin.
Der See bildet den Endpunkt der Stuart-Takla-Rotlachs-Wanderung.
Er ist bekannt für seine großen Regenbogenforellen, Amerikanischen Seesaiblinge sowie Dolly-Varden-Forellen (Salvelinus malma).
Der See weist eine Y-förmige Gestalt auf.
Auf der spitzförmigen Halbinsel liegt der Mount Blanchet Provincial Park.
Hier befindet sich auch eine Herde Waldkaribu und im Winter Grizzlybären.
Der Takla Lake Marine Provincial Park erstreckt sich über einen Teil des Sees.
Ein Ecological Reserve wurde auf der Halbinsel errichtet, um einen sehr nördlichen Bestand an Douglasien zu schützen.
Der Takla Lake ist ebenfalls der Ursprungsort beider nationalen Fluglinien Kanadas. Russ Baker und Grant McConachie begannen ihre Karriere mit Buschflugzeug-Routen vom Takla Lake aus.
Der See ist beliebter Ausgangspunkt von Kanu-Touren, die vom oberen Seenende bis nach Fort St. James führen.
Der See gehört zu der Gruppe der „Nechako-Seen“.